# کوتلیتسه (استان اشوی‌داشکسیه)
کوتلیتسه (به لهستانی: Kotlice) یک منطقهٔ مسکونی در لهستان است که در گمینا خمیلنگک (استان اشوی‌داشکسیه) واقع شده‌است. کوتلیتسه ۱۲۰ نفر جمعیت دارد.